# Manfred Schiller
Manfred Leonhard Schiller (* 23. September 1961 in Schirmitz) ist ein deutscher Politiker (AfD) und seit Juli 2024 Mitglied des Bundestages. Im Mai 2025 wurde er zum Vorsitzenden des „Arbeitskreises Petition“ der AfD-Fraktion gewählt, des Weiteren ist er fachpolitischer Sprecher für Petitionen.

## Leben
Schiller legte 1980 am Kepler-Gymnasium Weiden das Abitur ab. Von 1981 bis 1985 absolvierte er eine Ausbildung zum Radio- und Fernsehtechniker. 1996 übernahm er ein Fachgeschäft für Unterhaltungselektronik von seinem bisherigen Arbeitgeber, das er bis heute führt. Er ist römisch-katholisch, verheiratet und hat vier Kinder. Er lebt in Weiden in der Oberpfalz.

## Politische Laufbahn
Schiller ist seit 2016 Mitglied der AfD. Seit 2021 ist er stellvertretender Schatzmeister der AfD Bayern. Seit 2020 ist er Mitglied des Stadtrats von Weiden und Vorsitzender der dortigen AfD-Fraktion. Seit 2023 ist er zudem Mitglied des Bezirkstags der Oberpfalz.

### Deutscher Bundestag
Schiller kandidierte bei der Bundestagswahl 2021 im Bundestagswahlkreis Weiden und auf Platz 15 der AfD-Landesliste, verpasste jedoch zunächst den Einzug in den Bundestag. Er rückte am 23. Juli 2024 für Petr Bystron in den Bundestag nach.
Bei der Bundestagswahl 2025 am 23. Februar trat Schiller im Bundestagswahlkreis Weiden an, unterlag jedoch mit 23,0 Prozent der Erststimmen Albert Rupprecht. Über die Landesliste Bayern zog Schiller in den 21. Deutschen Bundestag ein. Dort ist er Mitglied im Petitionsausschuss sowie stellvertretend im Ausschuss für Tourismus sowie im Ausschuss für Wirtschaft und Energie. Seit Mai 2025 ist er Sprecher des Arbeitskreises Petitionen der AfD-Fraktion.